# Ida Ougnidif
Ida Ougnidif (en àrab إداوكنظيـف, Idāwgniẓīf; en amazic ⵉⴷⴰⵡ ⴳⴳⵯⵏⵉⴹⵉⴼ) és una comuna rural de la província de Chtouka-Aït Baha, a la regió de Souss-Massa, al Marroc. Segons el cens de 2014 tenia una població total de 2.149 persones.